# انریکه سیبورگر جونیور
انریکه سیبورگر جونیور (اسپانیایی: Enrique Sieburger Jr.‎; ۱۰ مهٔ ۱۹۲۴ – ۲۳ ژانویهٔ ۱۹۹۰) قایقران قایق بادبانی اهل آرژانتین بود.